# Stephen Aloysius Leven
Stephen Aloysius Leven (* 30. April 1905 in Blackwell, Oklahoma; † 28. Juni 1983) war ein US-amerikanischer Geistlicher und Bischof von San Angelo.

## Leben
Stephen Aloysius Leven empfing am 10. Juni 1928 das Sakrament der Priesterweihe für das Bistum Oklahoma.
Papst Pius XII. ernannte ihn am 3. Dezember 1955 zum Titularbischof von Bure und zum Weihbischof im Erzbistum San Antonio. Die Bischofsweihe spendete ihm der Bischof von Oklahoma City und Tulsa, Eugene Joseph McGuinness, am 8. Februar des folgenden Jahres; Mitkonsekratoren waren der Bischof von Dallas-Fort Worth, Thomas Kiely Gorman, und der Bischof von Paterson, James Aloysius McNulty.
Leven nahm an allen vier Sitzungsperioden des Zweiten Vatikanischen Konzils als Konzilsvater teil.
Papst Paul VI. ernannte Leven am 20. Oktober 1969 zum Bischof von San Angelo.
Am 24. April 1979 nahm Papst Johannes Paul II. seinen altersbedingten Rücktritt an.